# Pravednik (1974.)
Pravednik je hrvatski dramski televizijski film iz 1974. godine, redatelja Berislava Makarovića i scenarista Mirka Božića uz pridonos Makarovića. Premijerno prikazan na jugoslavenskom 9. festivalu Jugoslavenske radiotelevizije (JRT)  – Portorož 74 koji se održao od 12. do 19. svibnja 1974. gdje je Božić osvojio nagradu za scenarij.
Televizijska premijera prikazana je 27. svibnja 1974. na Televiziji Zagreb.
Film istražuje ljudskost i etičke dileme u neljudskim okolnostima okupacije.

## Radnja
Radnja filma smještena je u vrijeme Drugog svjetskog rata, kada njemački časnik stavlja kotarskog suca Blaža Bogdana pred stravičnu dilemu: mora odlučiti tko iz njegove zajednice treba biti žrtvovan kao odmazda za ubojstvo njemačkog oficira, čemu je bio svjedok. Suočen s pritiskom između pravde i vlastite savjesti, Blaž se mora suočiti s moralnim posljedicama svoje odluke, dok prezir i osuda mještana dodatno pojačavaju dramsku napetost.

## Glumačka postava
- Franjo Majetić kao sudac Blaž Bogdan
- Aleksander Krošl kao komandant Kessel
- Izet Hajdarhodžić kao Bojan "Lola" Antić
- Zlatko Madunić kao liječnik
- Ivo Serdar kao švercer
- Vjenceslav Kapural
- Viktor Leljak
- Slavko Šestak
- Vladimir Oblešćuk
- Josip Marotti kao Stjepan Ivić
- Mladen Šerment kao konobar Petar
- Jurica Dijaković
- Amir Bukvić
- Neda Bajšić-Mamilović kao Ana
- Zdenka Trach
- Boris Festini
- Demeter Bitenc
- Ivan Lovriček
- Ladislav Kukec
- Martin Kuhar
- Niko Pavlović
- Slobodan Milovanović
- Edo Peročević
- U filmu sudjeluju i članovi kulturno-prosvjetnog društva "Lojze Košar", Kostanjevica na Krki

## Vanjske poveznice
- Pravednik u internetskoj bazi filmova IMDb-a